# Златин дневник
Златин дневник је књига Злате Филиповић, која је током писања била девојчица из Сарајева за време његове опсаде. Дневник, коме се обраћала са Мими, писала је од септембра 1991. до октобра 1993, током рата у Босни и Херцеговини, углавном се налазећи у Сарајеву, главном граду БиХ. Дневник није званично издат на јужнословенским језицима, а адаптиран је у хорско дело Ентонија Пауерса.

## Синопсис
Дневник је започела убрзо након поласка у пети разред (четврти према српском образовном систему). Прва прича описује одлазак на Јахорину, како она каже, најлепшу планину на свету. Рат је почео мало пре њеног једанаестог рођендана 3. децембра 1991. Она је у дневнику описивала дешавања током те две године — нестанке гаса и струје, смрт пријатеља и бомбардовања, током којих се са породицом скривала у подрум, у којем су на крају проводили највећи део времена. Међутим, услед недостатка пара, Златини мајка и отац су радили, па је она неретко остајала сама у кући, уплашена и забринута за себе и своје рођаке и пријатеље. Бесна због смрти својих ближњих и сукобом уопште, Злата је написала ПРЕСТАНИТЕ ПУЦАТИ и МИР, МИР, МИР! У последњој поруци Мими од 17. октобра 1993, она открива и статистичке податке које је чула — 590 граната од пола пет ујутро; шесторо мртвих; 56 рањених; мислим да смо сами у овом паклу.

## Издавање
Злата је рат преживела. Репортерка Џанин ди Ђовани, која ју је срела те исте 1993. и написала предговор за књигу, описала је Злату као Ану Франк Сарајева, јер Златин дневник, као и Дневник Ане Франк, описује доживљаје страхота рата прожете дечјом чедношћу. Такође је додала да је додатна сличност и то што су оба сукоба делимично мотивисана расизмом и етничким разликама.
Мале сарајевске новине су књигу 1993. незванично издале под називом Златин дневник као поклон читаоцима. Злата је тако постала позната у Сарајеву, па су је и новинари страних новинских агенција интервјуисали. Децембра 1993, Златина породица од агенције Уједињених нација добија понуду да напусти Сарајево и оде у Париз. Ту понуду су и прихватили, а дневник је 1994. званично издат на енглеском под називом Златин дневник: Живот детета у Сарајеву (енгл. Zlata's Diary: A Child's Life in Sarajevo). Књигу је превела Кристина Прибићевић-Зорић, а издала британска издавачка кућа Пенгвин букс (енгл. Penguin Books).